# 聖ボニファティウス
聖ボニファティウス（ドイツ語: Bonifatius、675年頃 - 754年6月5日）は、8世紀にフランク王国にキリスト教を伝えた宣教師・殉教者である。カトリック教会、正教会、ルーテル教会、聖公会で崇敬される聖人であり、「ドイツ人の使徒」  (ドイツ語: Apostel der Deutschen) とも呼ばれるドイツの守護聖人である。マインツ大司教（在位：745年 - 754年）。ラテン語ではボニファチウスまたはボニファキウス (Bonifacius) 、フランス語・英語ではボニファス (Boniface、英語ではボニフェイスとも発音) と呼ばれる。但し、ドイツ語: Bonifatiusの発音に最も近い日本語表記は「ボニファーツィウス」。

## 生涯

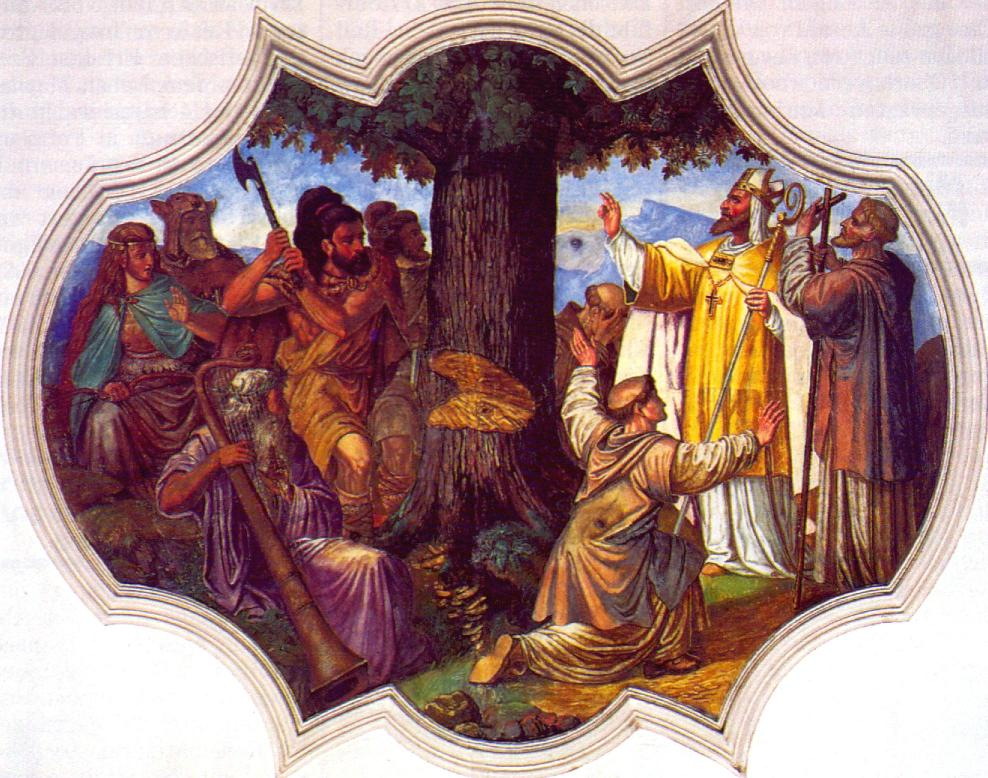
「トールのオークの倒伏を見るボニファティウス」（1737年、バイエルン州ミースバッハシラーゼーの聖マルティヌス教会所蔵）

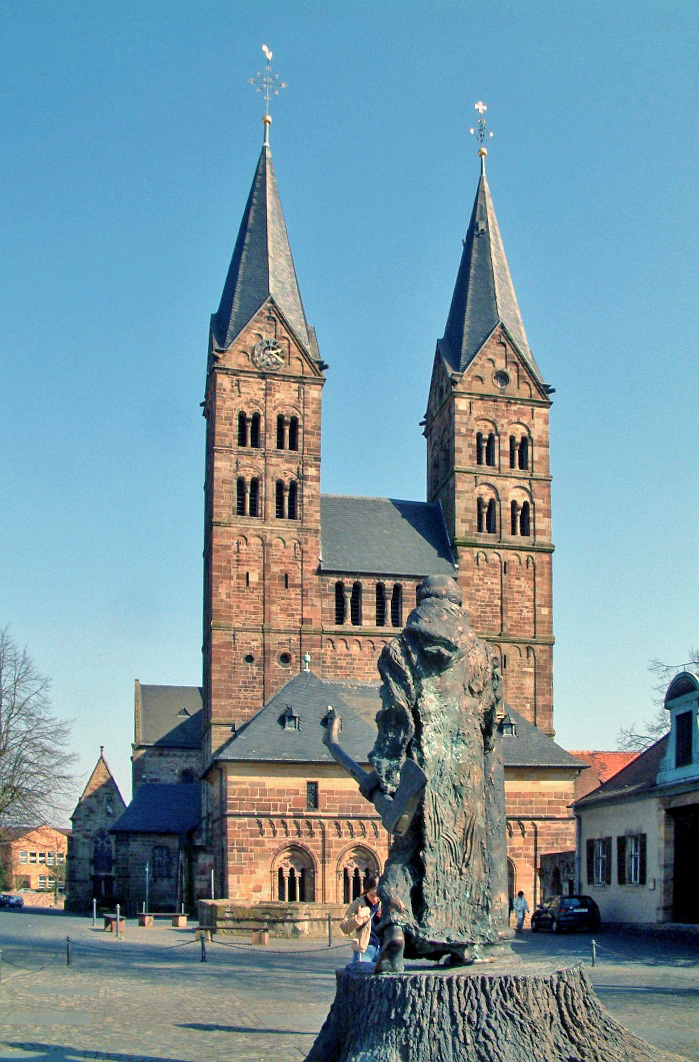
現在のフリッツラー司教座聖堂

672年頃、ウェセックス王国クレディントン（現イングランド・デヴォン）にて、ウィンフリート (Winfrid または Wynfrith) として裕福で地位のある一家に生まれる。まだ若い時に、父の希望に反して修道士の道を選んだ。エクセター近くの Adescancastre 及びサウサンプトン西端のナースリング (Nursling) のベネディクト会修道院にてウィンバート (Winbert) 修道院長より神学を学ぶ。修道院付きの学校で教壇に立ち、30歳で神父となる。イングランドで最初のラテン語文法書を著した。

### フリースラントへの最初の伝道
716年、ウィンフリートはフリースラントへ伝道に赴く。現地の言語（古フリジア語）が彼自身の母語であるアングロサクソン語と近いところから、現地語による説教を通してフリースラントの人々を改宗させることが目的であった。しかし、カール・マルテルとフリースラント王ラートボートとの間の戦争によりままならず、ナースリングへ戻った。

### 「トールのオーク」と北ゲルマン民族の改宗
718年、ウィンフリートはローマを訪れ、719年に教皇グレゴリウス2世より「善をなす人」を意味するボニファティウスの名を与えられ、ゲルマニアへの伝道と教会整備の任を与えられた。その後5年間、ボニファティウスはヘッセン、テューリンゲンおよびフリースラントにて任務にあたり、722年11月30日、ゲルマニア地域の司教に昇任された。
723年、ボニファティウスはガイスマー村（Geismar、現ヘッセン州北部のフリッツラー）にあったトールへ捧げられた聖なるオークを切り倒した。この際、預言者エリヤを念頭におき、もしこの木が「聖なる」ものであるならば自らに雷を落とせとトールに呼びかけたという。ボニファティウスの同時代人で、その最初の伝記記者となった聖ウィリボールドによれば、ボニファティウスがオークの古木を切り始めると、まるで奇跡のように突然大風が起こり、オークをなぎ倒したという。トールの雷がボニファティウスに落ちなかったのを見て、人々はキリスト教へと改宗した。ボニファティウスはこの地にこの木から礼拝堂を建て、現在ではここにフリッツラー司教座聖堂が建つ。この後、ボニファティウスはリーメスの北、エーダー川を見下ろす小高い丘に位置するフランク王国の要塞基地ビュラブルクにゲルマニアで最初の司教区を設けた。トールのオークの伐採は、ゲルマニアのローマ帝国時代の国境の北部および西部におけるキリスト教化の始まりと一般にみなされている。

### カロリング朝との関わり

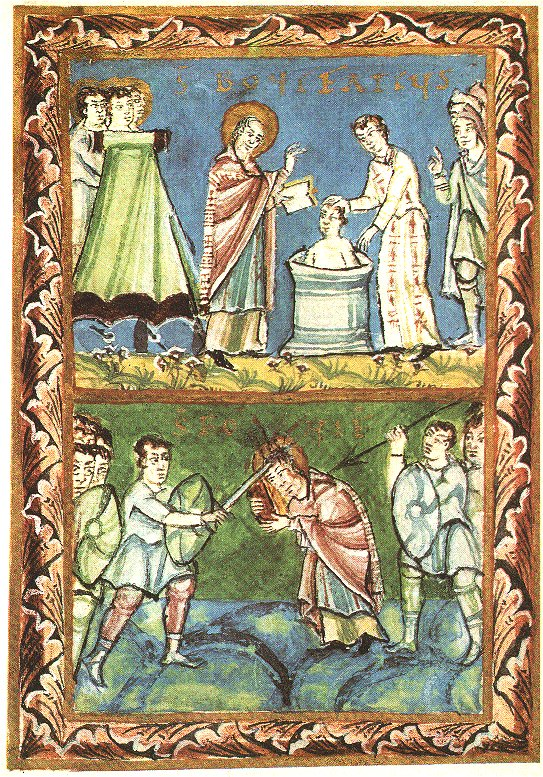
上段：洗礼を行う聖ボニファティウス。下段：聖ボニファティウスの殉教（フルダの典礼書）

ボニファティウスの布教活動に不可欠であったのが、フランク王国の宮宰、すなわち後のカロリング朝の支配者達の助力であった。ボニファティウスは723年よりカール・マルテルの庇護下にあり、宮廷内の教育にも関わっていた。サクソン人と対立し、その領土の奪取による王国拡大を目指すカロリング朝の王達にとって、ボニファティウスによるザクセンの土着信仰の聖地破壊やキリスト教布教は好都合であった。
ボニファティウスは732年にローマへ報告に赴き、グレゴリウス2世よりゲルマニアを管轄する大司教の証としてパリウムを受けた。737年から738年の3度目のローマ訪問ではゲルマニアへの教皇特使に任命された。この3度目のローマ訪問の後、カール・マルテルはバイエルンにザルツブルク、レーゲンスブルク、フライジンク、パッサウの4つの司教座を設けてボニファティウスに寄進し、ライン川東の全ゲルマニアの大司教としてボニファティウスを認めた。745年には首都大司教の司教庁としてマインツを与えた。これに先立つ742年には、フリッツラーの近くに弟子の一人である聖シュトゥルムがフルダ修道院を建設したが、この建設にあたり、カール・マルテルの息子カールマンが認可に署名した。ボニファティウス自身が旧友のウィンチェスターのダニエルに、カール・マルテルの庇護がなければ「教会の運営も、聖職者たちの保護も、偶像崇拝の禁止も」できないだろうと語っている。更にフランク王国内の教会会議を組織し、難しい局面もあったが、ピピン3世との関係を維持した。751年のソワソンでのピピン3世の戴冠式ではボニファティウスが戴冠を行った可能性がある。
ボニファティウスの活動はザカリアス教皇に高く称賛された。
カロリング朝の保護を布教に利用する一方で、ボニファティウスは教皇やバイエルンの支配者（アギロルフィング家）との関係を利用してカロリング朝からの独立の維持を図った。ヴュルツブルクとエアフルトに司教座を設け、司教としての任命権を保持することで、カロリング朝から一定の距離を保った。

### フリースラントへの最後の伝道

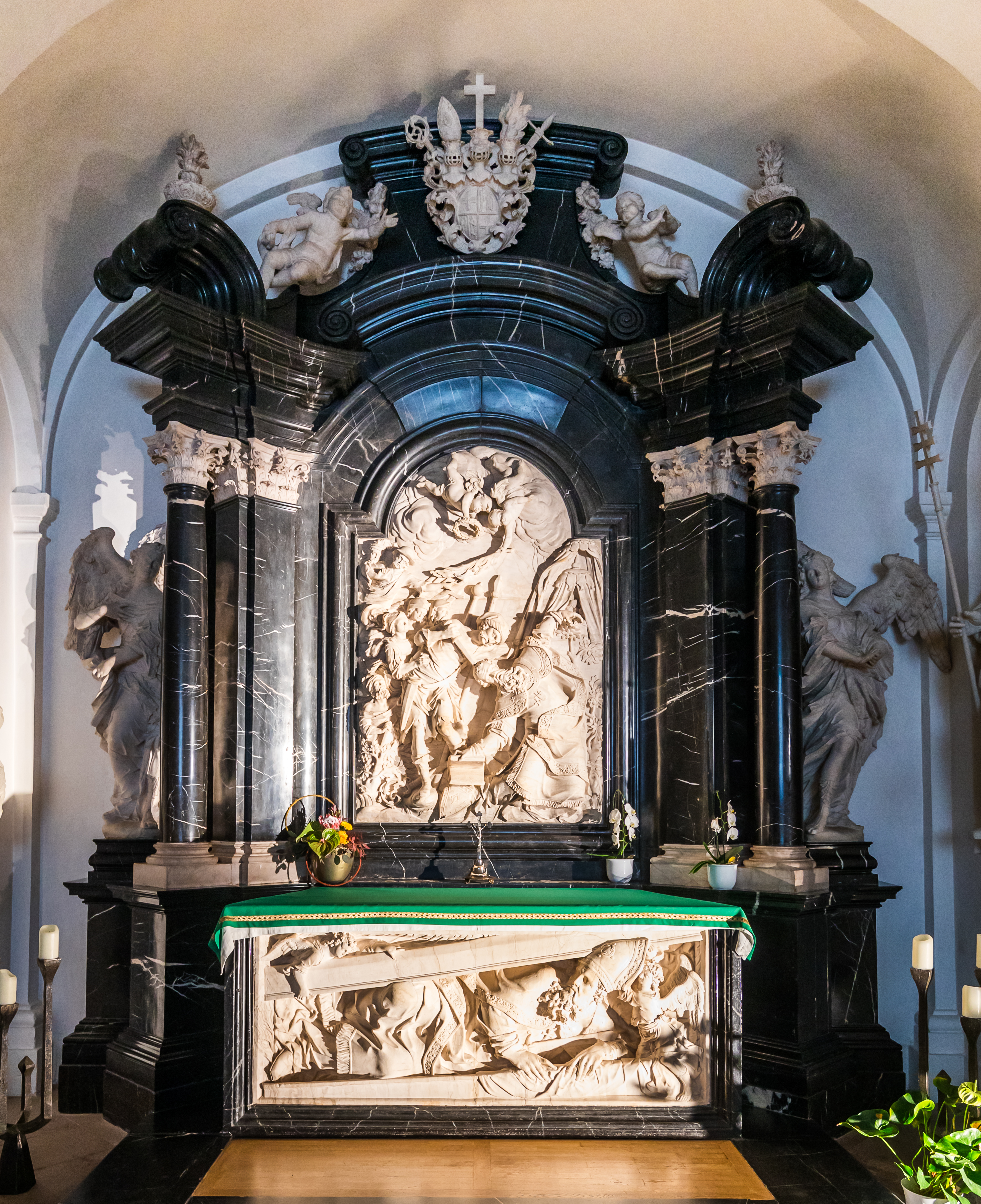
フルダの聖ボニファティウスの墓所

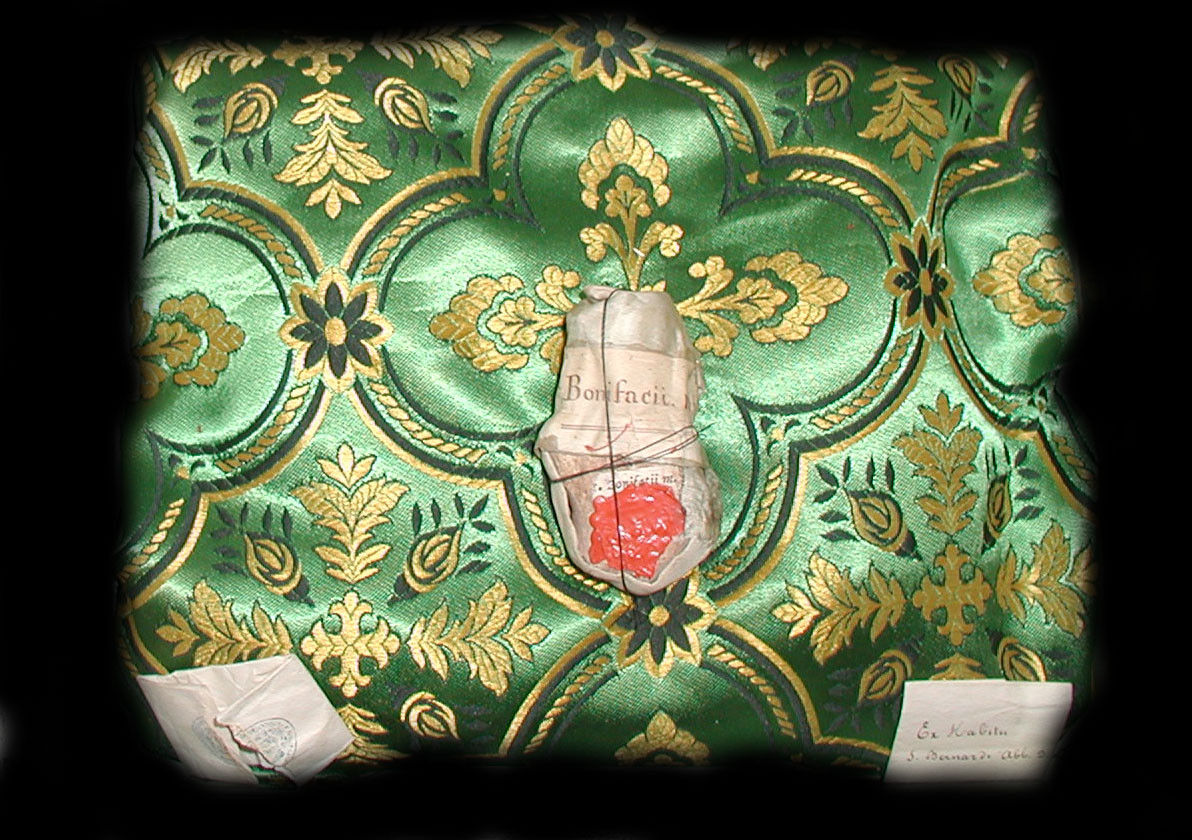
オランダ、フローニンゲン州 ワルフハイゼンの教会にある聖ボニファティウスの聖遺物容器の内部。左：ヌルシアのベネディクトゥスの骨の断片を包んだ紙。右：クレルヴォーのベルナルドゥスの僧衣の断片を包んだ紙。中央：聖ボニファティウスの遺骨（長さ約5センチ）。

ボニファティウスはフリースラントへの伝道の希望を捨てず、754年にわずかな従者を連れてフリースラントへ向かった。多くの洗礼を行い、フラネカーとフローニンゲンの中間、ドックムにほど近い場所で集団堅信式を開催した。しかし、その場に信者は現れず、武装した現地人の集団がボニファティウスを刺殺した。フリースラントの法（レックス・フリジオヌム）によれば、フリースラント人には彼らの神殿を破壊したボニファティウスを殺す権利があった。ボニファティウスの伝記によれば、フリース人はボニファティウスの荷の中に金や財宝があると思って殺害したが、荷を開けてみると中は本だけであったという。
ボニファティウスの遺骸はしばらくユトレヒトにあったが、やがてフルダの修道院に埋葬され、現在ではフルダ司教座聖堂の祭壇下の地下聖堂に墓所がおかれる。
エルベ川までのゲルマニアの改宗は、8世紀末、サクソンを打ち破ったカール大帝によって完成されることとなる。

## 記念
聖ボニファティウスの祝日は、カトリック教会、ルーテル教会、聖公会では6月5日、正教会では12月19日である。聖人としての持物は斧、書物、泉、キツネ、オーク、カラス、笞、剣である。
ドイツではボニファティウスの像として有名なものがマインツ大聖堂に立つ。またフリッツラー司教座聖堂にもより新しい像が立つ。
英国には聖ボニファティウスに捧げられた教会が相当数ある。出生地クレディントン（デヴォン）のカトリック教会には廟堂があり、またクレディトンのニューカムズ・メドー・パークにはケネス・カーターによるトールのオークの伐採の浮き彫りがあり、イギリス王女マーガレットが除幕を行った。
1818年、ルパート・ランドのレッド川東岸で布教を行っていたノルベール・プロヴァンシェはここに丸木の教会を建て、聖ボニファティウスの名を冠した。プロヴァンシェが司教に聖別され、聖ボニファティウス大司教管区が認められた後、この丸木の教会は聖ボニファティウス司教座聖堂として聖別された。また聖堂を中心に形成されたコミュニティはやがてマニトバ州セント・ボニファスとなり、1971年、ウィニペグ市に編入された。
アメリカ合衆国でもインディアナ州ラファイエットに1800年代に建てられた聖ボニファティウス教会があるほか、シカゴにドイツ系移民によって1865年に建てられた聖ボニファティウス教会がある（現在の教会は1903年建造だが、1990年以降使用されていない）。

## 伝説
トールのオークの伐採と絡めて、ボニファティウスがクリスマスツリーを発明したという伝説がある。すなわち、異教徒とその神々の目前で切り倒したトールのオークの後には、新しい信仰の象徴として樅の木が育ったというものである。

## 関連書籍
- Talbot, C. H., ed., "The Anglo-Saxon Missionaries in Germany: Being the Lives of S.S. Willibrord, Boniface, Strum, Leoba and Lebuin, together with the Hodoeporicon of St. Willibald and a Selection from the Correspondence of St. Boniface," NY: Sheed and Ward, 1954. （ウィリボールドによる最初の伝記などの史料の英訳を含む。）